# Próculo Capistrán
Próculo Capistrán (Tlaltizapán, Morelos, desconocido-Acatlán, Puebla, 9 de septiembre de 1914) fue un militar mexicano que participó en la Revolución mexicana.

## Biografía y carrera

### Maderismo
Nació en Tlaltizapán, Morelos. En 1911 se incorporó al movimiento maderista que encabezaba Emiliano Zapata. Participó en los combates de Metepec, Izúcar de Matamoros y Amayuca, así como el sitio y toma de Cuautla, en mayo de 1911 que dirigió el General Emiliano Zapata con la ayuda de sus mejores generales como Encarnación Díaz, Felipe Neri, Amador Salazar y Próculo Capistrán contra el 5.º regimiento de rurales del General Gil Villegas.

### Zapatismo
Tras la ruptura de Francisco I. Madero y Emiliano Zapata se mantuvo fiel a la causa zapatista, primero contra Francisco I. Madero y después, con la Decena Trágica contra el General Victoriano Huerta y finalmente contra Venustiano Carranza; fue uno de los firmantes del Plan de Ayala, su firma se encuentra en octavo lugar. 

## Vida personal
Su tataranieta es la cantante cubanomexicana Camila Cabello.

### Muerte
Murió en un combate en Las Piletas, en el estado de Puebla, el 9 de septiembre de 1914. Su cadáver fue inhumado en el atrio de la iglesia de Santa Cruz Tejalpa, Tehuitzingo, Puebla. Posteriormente en la década de los sesenta sus restos fueron exhumados e inhumados nuevamente en la plaza frente a la portada principal de la iglesia, donde hasta la fecha permanece.